# Михалович, Эден Петер Йожеф фон
Эдён (Эдмунд) Петер Йожеф фон Михалович (венг. Ödön Péter József von Mihalovich; 13 сентября 1842, Феричанцы, ныне Хорватия — 22 апреля 1929, Будапешт) — австро-венгерский композитор и музыкальный педагог.
Учился в Пеште у Михая Мошоньи, затем в Лейпцигской консерватории у Морица Гауптмана и в Мюнхене у Петера Корнелиуса. Принадлежал к поклонникам и последователям Рихарда Вагнера. Оставил оперы «Хагбарт и Сигне» (нем. Hagbarth und Signe; 1867—1874), «Кузнец Виланд» (Wieland der Schmied; 1876—1878), «Элиана» (1885—1887), «Любовь Тольди» (венг. Toldi szerelme; 1880—1880), четыре симфонии, семь симфонических поэм («Фауст», «Геро и Леандр» и др.), песни. С 1881 по 1883 год руководил столичной Театральной академией. В 1887—1919 годах был ректором будапештской Национальной музыкальной академии.